# Tartárie

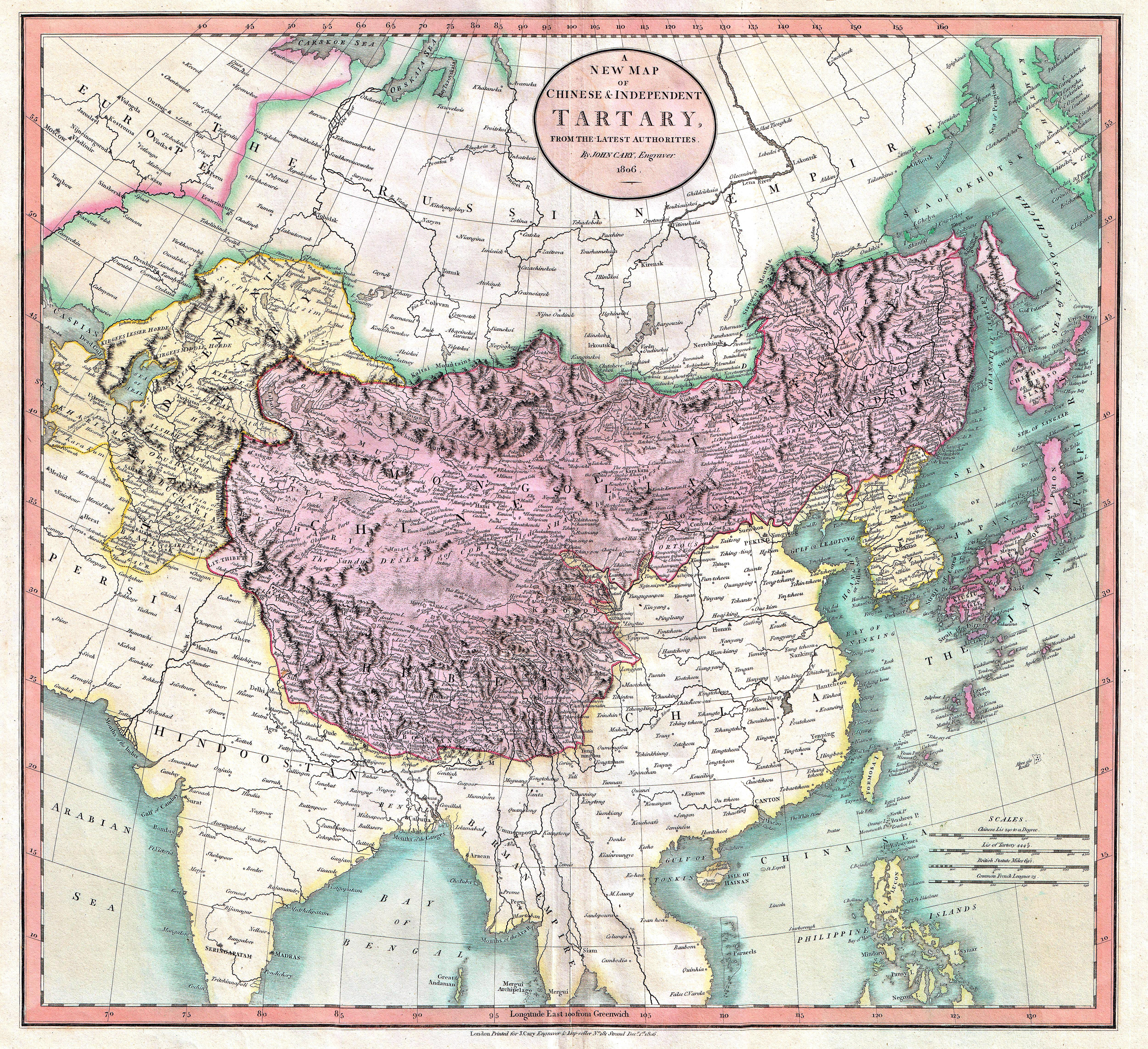
Mapa Nezávislé Tartárie (žlutě) a Čínské Tartárie (fialově) z roku 1806

Tartárie nebo Velká Tartárie byl název používaný od středověku do dvacátého století pro rozlehlou oblast severní a střední Asie rozkládající se od Kaspického moře a Uralu k Tichému oceánu, po mongolské invazi a následné turkické migraci obývanou především Turko-mongoly.
Tato rozsáhlá oblast zahrnovala velkou část Kavkazu, Sibiře, Turkestánu, Mongolska a Mandžuska.

## Geografie a historie
Tartárie byla často dělena podle předpony značící vládnoucí moc nebo geografickou lokaci. Tudíž západní Sibiř byla označována jako Moskevská nebo Ruská Tartárie, Sin-ťiang a Mongolsko byly čínskou Tartárií, západní Turkestán (později Ruský Turkestán) byl znám jako Nezávislá Tartárie a Mandžusko jako Východní Tartárie.
Jak se Ruské impérium rozšiřovalo dále na východ a větší části Tartárie byly známé Evropanům, začal tento termín zastarávat. Evropské oblasti severně od Černého moře osídlené turkickým lidem byly známé jako Malá Tartárie.

### Východní Tartárie
Východní Tartárie je starý název pro oblast obývanou Mandžuy táhnoucí se od soutoku řek Amur a Ussuri až po ostrov Sachalin. Tato oblast je  nyní Přímořským krajem s oblastním správním centrem Vladivostokem.
Tyto oblasti byly obývány moheskými kmeny a národem Džürčenů a také různými královstvími včetně Korjo, Parhe, Liao nebo Kitany.